# Corrente de jato

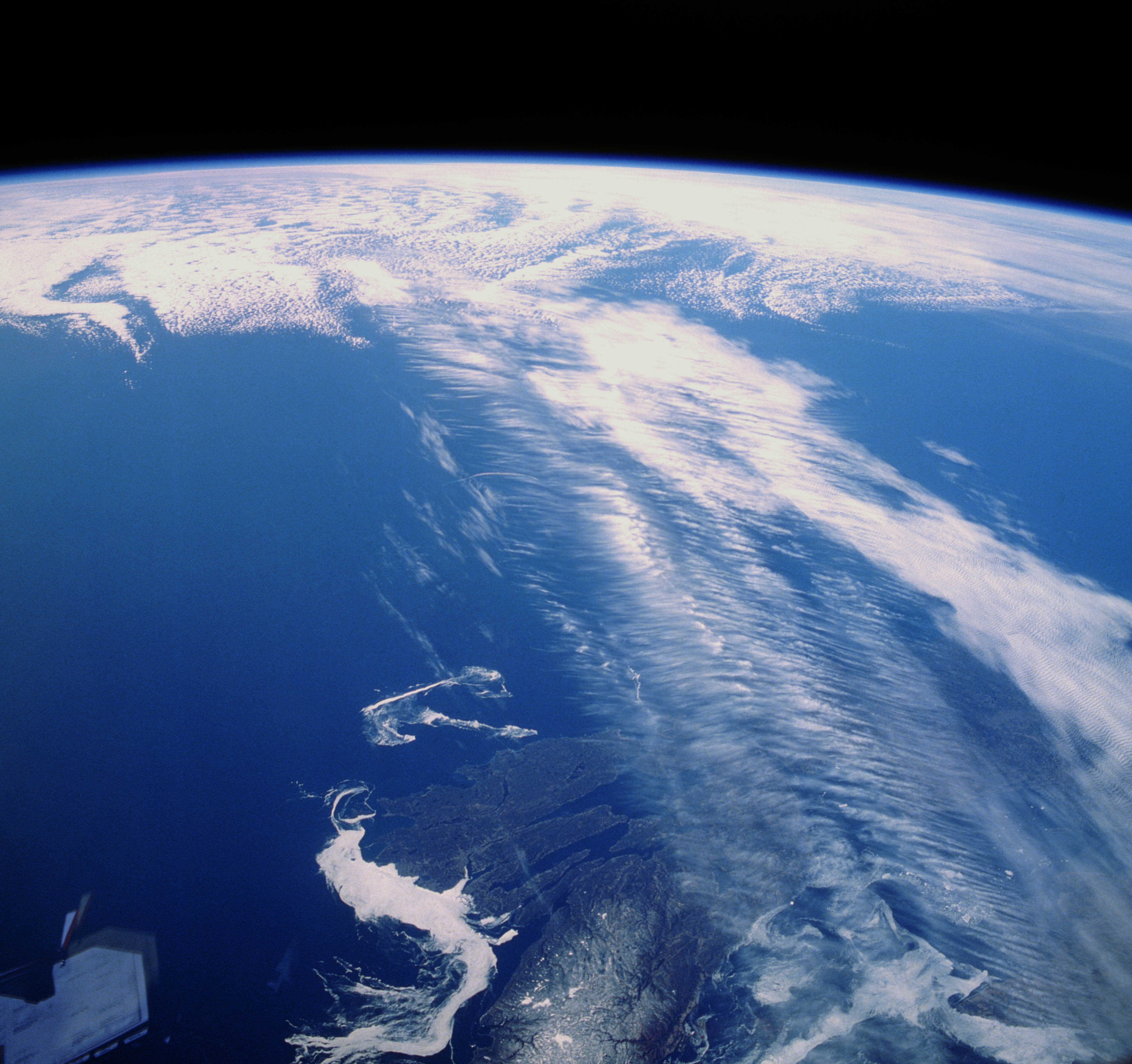
Nuvens ao longo da corrente de jato sobre o Canadá.

As correntes de jato, ou simplesmente jatos (em inglês:  Jet Streams), são correntes de ar que ocorrem na atmosfera de alguns planetas, incluindo a Terra. Estes jatos de ar foram descobertos durante as incursões aéreas na Segunda Guerra Mundial. As principais correntes de jato localizam-se perto da tropopausa, na transição entre a troposfera (onde a temperatura diminui consoante a altitude) e a estratosfera (onde a temperatura aumenta com a altitude respectiva). As principais correntes de jato do planeta Terra são os ventos do oeste (que fluem para leste). Os seus percursos são determinados por formas sinuosas, onde a sua constância é indeterminável pelo seu carácter repentino de mudança de direção; os jatos podem surgir subitamente, cessar, dividirem-se em duas ou mais partes, convergirem-se num único fluxo, ou mesmo fluir em várias direções, incluindo na direção oposta à do próprio jato. Os jatos mais poderosos são os jatos polares, que ocorrem em torno dos 7 e 12 km (entre as latitudes de 40°-70°) acima do nível do mar, e os jatos subtropicais que andam entre 10 e 16 km (20° e 30°) de altitude. Cada um dos hemisférios Norte e Sul possuem tanto um jato polar como um jato subtropical. O jato polar do hemisfério norte flui sobre o meio das latitudes setentrionais da América do Norte, Europa e Ásia e nos oceanos que neles intervém; enquanto que o jato polar do hemisfério sul circunda principalmente a Antártica durante todo o ano.
As correntes de jato são provocados pela combinação da rotação do planeta sobre o seu eixo e o aquecimento da atmosfera (por radiação solar e, em outros planetas para além da Terra, pelo calor interno). As correntes de jato formam-se perto dos limites das massas de ar adjacentes com significantes diferenças de temperatura, tais como a região polar e o ar quente que segue em direção ao equador.
Outras correntes de jato são também conhecidas. Durante o verão no hemisfério norte, jatos do leste podem-se formar nas regiões tropicais, normalmente numa região onde o ar seco cruza o ar húmido a grandes altitudes. Jatos em níveis mais baixos são também comuns em várias regiões como no centro dos Estados Unidos.
Os meteorologistas utilizam dados fornecidos pela localização de algumas correntes de jato como referência para a previsão do tempo. A principal importância comercial das correntes de jato ocorre no tráfego aéreo, onde a economia de voo pode ser drasticamente afetada por qualquer um destes que adeja a favor do fluxo ou contra o fluxo de uma corrente. A turbulência de ar claro - um potencial risco para a segurança dos passageiros das aeronaves - é muitas vezes encontrado nas imediações de uma corrente de jato, porém não motiva qualquer alteração substancial no tempo de um voo. Ocorrendo nos níveis superiores da troposfera, esta corrente é de grande importância à aviação, podendo ser aproveitada para proporcionar economia de combustível nas aeronaves que as penetram aproveitando o impulso proporcionado pelos seus intensos ventos.

## Descoberta
Após a erupção do vulcão de Krakatoa em 1883, observadores climáticos rastrearam e mapearam durante vários anos os efeitos das erupções na atmosfera, denominando o fenómeno de "corrente equatorial de fumo". Em 1920, um meteorologista japonês, Wasaburo Oishi, detectou uma corrente de jato de um local perto do Monte Fuji e estudou-a mediante a utilização de um balão meteorológico (comummente usados para determinar ventos a grande atitude). O trabalho de Oshi, em grande parte fora do Japão, passou despercebido. Porém, a descoberta das correntes de jato é frequentemente atribuída ao piloto americano Wiley Post, o primeiro homem a voar sozinho ao redor do mundo em 1933. Post inventou um fato pressurizado que lhe permitiu voar até aos 50 mil pés (acima de 15 Km). Um ano antes da sua morte, Post realizou várias tentativas de voo transcontinental a alta altitude, e constatou que em determinados momentos, a velocidade atingida perto do solo excedia a do ar alto.

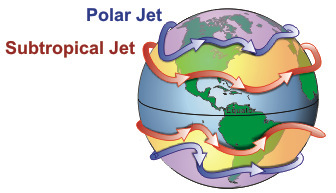
Configuração geral das correntes de jato polares e subtropicais.

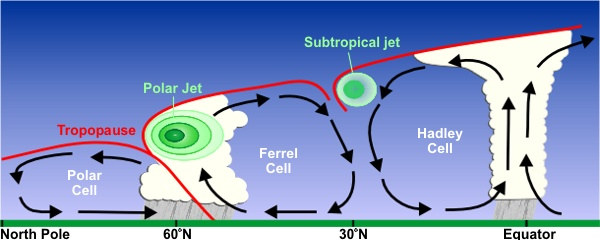
Secção das correntes de jato polares e subtropicais.

O meteorologista alemão Heinrich Seilkopf é creditado pelo cunho de um termo próprio para este fenómeno atmosférico, Strahlströmung (literalmente correntes de jato) feito em 1939. (O termo moderno alemão é Strahlstrom. Apesar disso, várias fontes atribuem a compreensão do funcionamento das correntes de jato aos voos realizados durante a Segunda Guerra Mundial por pilotos que notificaram a existência de ventos de cauda acima de 160 km/h em rotas feitas entre os Estados Unidos e a Grã-Bretanha. Durante a Segunda Grande Guerra, o exército japonês desenvolveu programa para o lançamento de balões de fogo (風船爆弾, fūsen bakudan) dotados de um dispositivo barométrico que os permitia manter uma altitude entre 9 000 e 11 000 metros, com o objetivo de desembarque em solo dos EUA. O plano teve pouco sucesso, porém mostra que até então já eram conhecidos no Japão os efeitos de correntes de jato. Entretanto, uma extensa investigação sobre o fenómeno teve lugar após a Grande Guerra terminar. A descoberta das correntes de jato provou ser um marco na compreensão da circulação geral atmosférica terrestre, sendo atualmente usada pela meteorologia.

## Descrição
Os jatos polares estão normalmente localizados próximos de 250 hPa da pressão atmosférica, entre 7 a 12 quilómetros acima do nível médio do mar; enquanto que as correntes subtropicais, significativamente mais fracas, encontram-se a uma maior altitude (entre 10 e 16 km). Em cada hemisfério, as correntes de jato formam-se perto da tropopausa, uma camada da atmosfera terrestre que no equador atinge uma maior altitude comparativamente aos pólos, e na qual ocorrem importantes variações do sistema atmosférico. No hemisfério norte, a corrente de jato encontra-se geralmente entre os 30ºN e os 60ºN de latitude, enquanto que a corrente subtropical habita os 30ºN. Alega-se que a corrente de jato do nível superior "segue o sol" à medida que este se move em direção ao norte durante a estação quente e finais da primavera e verão, durante o outono e inverno move-se para o sul.
A largura de uma corrente de jato é geralmente de algumas centenas de quilómetros ou milhas e a sua espessura vertical alcança menos de cinco quilómetros.

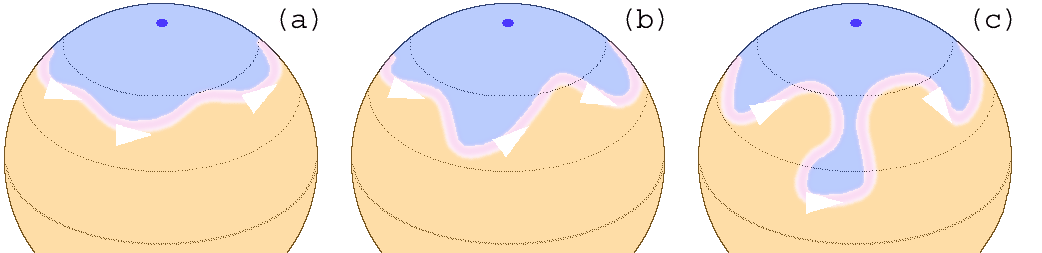
Evolução dos meandros da corrente de jato do hemisfério norte (a), (b); ao final, uma queda de ar frio se separa da corrente principal (c). A laranja: a massa de ar quente; a rosa: corrente de jato; a azul: ar frio.

As correntes de jato são normalmente continuas ao longo de grandes distâncias, porém é comum existiram descontinuidades no seu percurso. Os circuitos das correntes de jato apresentam formas ondulantes, pelo que os meandros se movem para leste em velocidades menores que o vento da corrente principal. Cada meandro ou onda é denominado por onda de Rossby nas correntes de fluidos. As ondas de Rossby são criadas por alterações do efeito de Coriolis, em função da latitude, e propagam-se em direção a oeste, enquanto que o fluxo no qual estão inseridos, se movimentam para leste, retardando assim a migração global das cristas e cavados de pressão a leste em comparação com as depressões atmosféricas de ondas curtas em que estão inseridas.
As depressões (ou zonas de baixa pressão) de ondas curtas são pequenos pacotes de energia de alto nível, de uma escala de 1 000 a 4 000 quilómetros de comprimento, que se movem através do fluxo principal, ou de extensas ondas, cristas e depressões dentro das ondas de Rossby. As correntes de jato podem dividir-se em duas partes, devido à formação de uma zona de baixa pressão, o que faz desgarrar uma porção do fluxo da sua própria base, enquanto que o resto do fluxo se movimenta para norte. Os jatos polares e subtropicais podem-se convergir num só, apesar disso só ocorrer em situações mais invulgares, permanecendo a maior parte do tempo separados.
A velocidade do vento pode variar, dependendo da gradiente de temperatura, que facilmente excede os 90 km/h. Alguns registos, inclusive, apontam para ventos superiores a 398 quilómetros por hora. Hoje em dia, os meteorologistas assumem que o percurso das correntes de jato são responsáveis pelos sistemas ciclónicos de tempestades nos níveis baixos da atmosfera, e o conhecimento daí adquirido tornou-se uma parte importante da previsão do tempo. Um exemplo foi no ano de 2007 quando a Alemanha foi vítima de graves inundações como resultado do jato polar que se estabilizou em latitudes meridionais durante o verão.

## Causas

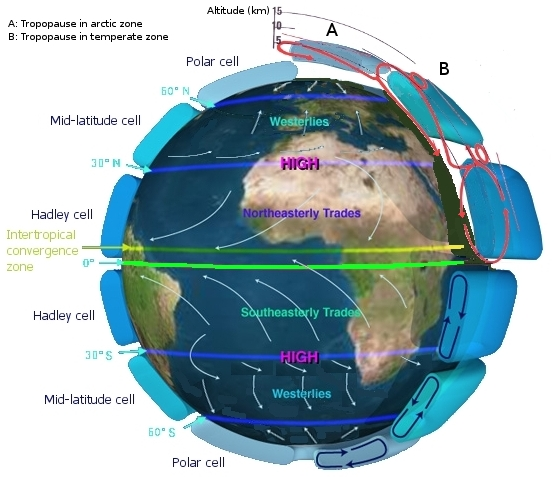
Ilustração idealizada da circulação geral atmosférica. As correntes de jato tendem a fluir latitudinalmente ao longo dos limites das células.

No geral, os ventos são mais fortes na tropopausa (exceto durante os tornados, ciclones tropicais e outros fenômenos similares). Se duas massas de ar de diferentes temperaturas ou densidades se encontram, a diferença de pressão daí resultante, causada pela diferença de densidade (que origina o vento) é mais elevada no interior da zona de transição. O vento não flui diretamente das regiões de maior pressão para as de menor pressão, mas é desviado pelo efeito de Coriolis e flui ao longo dos limites das duas massas de ar.
Tudo isso é consequência da relação do vento térmico. O equilíbrio de forças de uma região atmosférica no sentido vertical é conseguido principalmente pelo gradiente de pressão e da força da gravidade, um equilíbrio denominado hidrostático. Em sentido horizontal, o equilíbrio dominante fora dos trópicos é combinado entre o efeito de Coriolis e o gradiente de pressão, um equilíbrio conhecido por geostrófico. A partir dos dois combinados, geostrófico e hidrostático, o vento térmico é derivado: o vento horizontal é proporcional ao gradiente de temperatura horizontal. O sentido da relação é tal que a diminuição da temperatura nos pólos implica que os ventos desenvolvam um forte componente leste à medida que se eleva. Portanto, o forte movimento a leste das correntes de jato são, em parte, uma simples consequência das variações de temperatura entre o Equador, que é mais quente do que os pólos norte e sul.

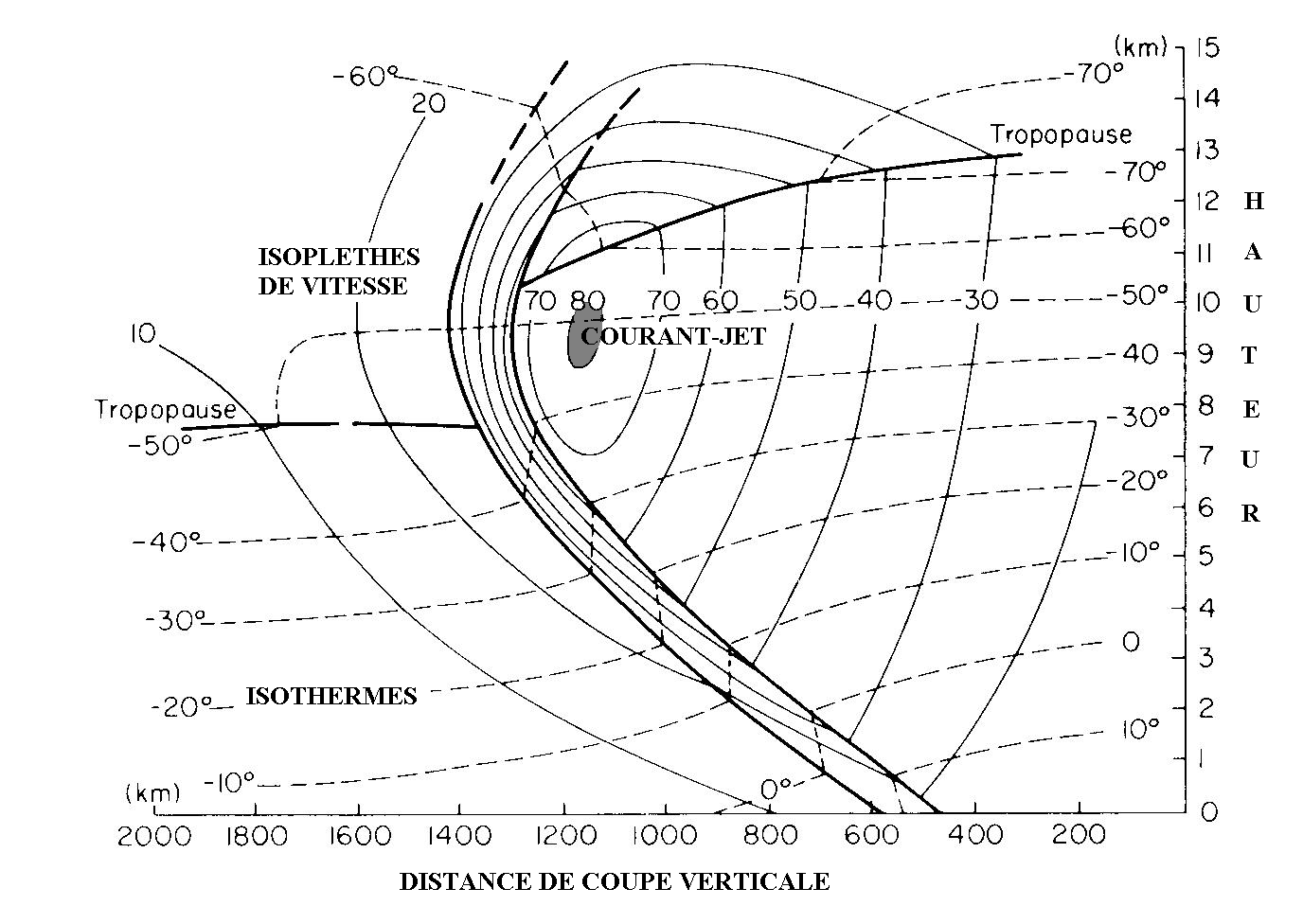
Secção vertical das temperaturas e dos ventos através de uma frente. Note-se a banda dos ventos fortes da corrente de jato que tem algumas centenas de quilómetros de largura e o seu núcleo, onde os ventos são mais fortes, muito mais estreitos.

A relação do vento térmico, no entanto, não explica o motivo dos ventos se organizarem em jatos tão estreitos, ao invés de possuírem uma distribuição mais homogénea nos dois hemisférios. Existem dois factores que contribuem para esta estreita forma das correntes. O primeiro é a tendência, em latitudes médias, na formação de frentes devido ao desenvolvimento de tempestades tropicais, juntamente com a existência de gradientes de temperatura acentuados. As correntes de jato da frente polar podem, portanto, estender-se como resultado desse processo de frontogéneses em latitudes médias, ao se concentrar em tempestades o contraste de temperaturas norte-sul em regiões relativamente próximas.
Entretanto, um segundo factor contribui para que as correntes de jato se definam nessa forma restrita, estando mais adequado aos jatos subtropicais. As correntes de jato subtropicais formam-se na fronteira polar da célula de Hadley e essa circulação é simétrica a respeito do seu comprimento. O ar tropical eleva-se para a tropopausa, causa principal dos sistemas de intempéries da zona de convergência intertropical, movendo-se em direção aos pólos antes de descer (isto denomina-se de circulação de Hadley) conservando o momento angular, já que a fricção é baixa próximo do solo. No hemisfério norte, o movimento intensifica-se à direita pela pseudoforça de Coriolis, visto que o vento em direção ao pólo norte implica um aumento do componente leste dos ventos.

### Outros planetas
A atmosfera de Júpiter possui várias correntes de jato, causadas pelas células de convecção que formam as conhecidas estruturas de bandas coloradas. Em Júpiter, estas células de convecção são movidas pelo aquecimento interno do planeta. Os factores que controlam o número de correntes de jato numa atmosfera planetária é uma área activa de pesquisa em meteorologia dinâmica. Nos modelos projetados, o aumento do raio do planeta mantendo fixos os restantes parâmetros, implica um aumento do número de correntes de jato.

## Movimento sinuoso das correntes de jato
Conforme as correntes de jato polares viajam através das latitudes médias, frequentemente adquirem um aspeto ondulatório. Essas ondas contém cavados (regiões de pressão local menor) e cristas (regiões de pressão local maior) em que dentro do padrão de escoamento são causados, principalmente, por barreiras orográficas , e em menor dimensão pelas diferenças de temperatura terra-mar, estando associadas às características dos padrões de tempo. No hemisfério norte, um cavado é a parte da onda da corrente de jato onde a direção do vento muda de noroeste para sudoeste. No hemisfério sul, é quando a parte da onda muda de sudoeste para noroeste. Uma crista no hemisfério norte é uma área na qual os ventos mudam de sudoeste para noroeste e no hemisfério sul, de noroeste para sudoeste. Nas imagens de satélite ou nos mapas do tempo, os previsores usam uma linha dentada para marcar a posição de uma crista em altos níveis.
Conforme o ar flui através de um cavado em uma corrente de jato tende a divergir em altas altitudes, forma-se um sistema de baixa pressão nessas áreas. Isso faz com que o ar da superfície flua para cima, formando um sistema de baixa pressão na superfície. Conforme o ar flui para cima, tende a espiralar na direção horária (hemisfério sul) e anti-horária (hemisfério norte). O cavado é conhecido como a região ciclónica da corrente de jato. Em ambos hemisférios, os cavados e as suas baixas-pressões associadas estão caracterizados pelo ar frio ascendente que se esfria fazendo com que as nuvens se formem.
O ar fluindo em torno das cristas da onda da corrente de jato, tende a convergir em altas altitudes, criando uma área de alta pressão. O ar fluindo na alta de ar superior é forçado a descer, uma vez que ar mais quente na estratosfera não permite que o ar suba. Enquanto que o ar forçado em direção à superfície frequentemente cria um sistema de alta pressão. Já o ar fluindo para fora da alta, tende a rodar no sentido anti-horário (hemisfério sul) e no sentido horário (hemisfério norte). Esta área dentro da corrente de jato é conhecida como região anticiclónica. Uma crista e o seu sistema de pressão associada são usualmente atribuídas ao afundamento do ar aquecido, contribuindo para o bom tempo.
Estes sistemas de alta e baixa pressões usualmente seguem ao longo do caminho das correntes de jato em latitudes médias, e geralmente movem-se de oeste para leste, trazendo frequentes mudanças de tempo com eles.

## Fluxo zonal e fluxo meridional
O comprimento de onda de uma típica corrente de jato encontra-se entre os 50º e 75º de longitude, enquanto que a amplitude das ondas habita entre os 5º e 25º de latitude. A cinta onde as ondas da corrente de ar são baixas em amplitude, associadas com a grande circulação da atmosfera que seguem paralelamente às linhas de latitude da Terra, designa-se de fluxo zonal. Este indica os fluxos atmosféricos que fluem quase diretamente de oeste para leste. Com fluxo zonal, um pouco de mistura do ar quente com o ar frio ocorre, e as baixas que se desenvolvem são usualmente fracas.
Altas amplitudes da onda do jato onde o ar se movimenta em direção oposta às ondas do fluxo zonal, ou seja, de norte para sul ou vice-versa, denomina-se fluxo meridional. O fluxo meridional é caracterizado por cavados com baixa pressão e cristas com alta pressão. Estes resultam no maior transporte de massas de ar quente e frio. Os ciclones extratropicais neste ambiente tendem a se agravar, deslocando-se assim mais lentamente. Este padrão, com a corrente de jato suprindo circulação e energia, o fluxo meridional pode contribuir para o desenvolvimento de tempestades severas.

## Localização das cristas

Formação de um cavado quando o ar frio da superfície não alcança o topo da barreira orográfica. O ar quente é forçado a passar através do cavado à superfície, cuja corrente de jato segue em paralelo com a barreira montanhosa.

A deteção das cristas depende principalmente da amplitude de uma onda numa corrente de jato sendo portanto um factor importante para as determinar. Uma crista com uma amplitude muito alta pode ser identificada pela presença de uma longa e estreita banda de nuvem localizada a oeste da crista. Esta banda caracteriza-se por uma orientação mais ou menos norte-sul e uma repentina borda, a leste. Nesta situação poucas nuvens cirrus cruzam sobre a linha da crista.  Uma crista moderada com menos amplitude exibirá uma banda de nuvem mais larga, possivelmente com uma maior orientação sudoeste-nordeste. Estas bandas terão uma borda para a frente menos distinta, e algumas nuvens de altos-níveis cruzarão a linha da crista. Uma crista muito ampla, de baixa amplitude, desenvolverá uma banda de nuvem muito larga que possui uma orientação quase leste-oeste, e nuvens médias e altas cruzarão bem sobre a linha da crista.

## Localização dos cavados
Os cavados podem ser frequentemente localizados em imagens de satélite pela localização dos pontos para os quais as nuvens na banda frontal começam a se tornar fragmentadas e o total de nuvens decresce dramaticamente. O cavado de uma corrente de jato pode frequentemente ser encontrado nesse ponto. Um segundo método para localizar cavados nas correntes de jato é localizar o padrão de nuvens através de uma frente fria. Frequentemente, o cavado será localizado numa área marcada por cumulus mais desenvolvidos na vertical. Estas zonas de cumulus desenvolvidos podem ser áreas de possível futuro desenvolvimento ciclónico. Quando poucas nuvens existem para ajudar a identificar a localização dos cavados, as faixas de cirrus podem ser vistas de forma a ajudar na sua localização. Essas faixas podem mostrar mudanças na direção do vento que podem ajudar a localizar o cavado.

## Usos

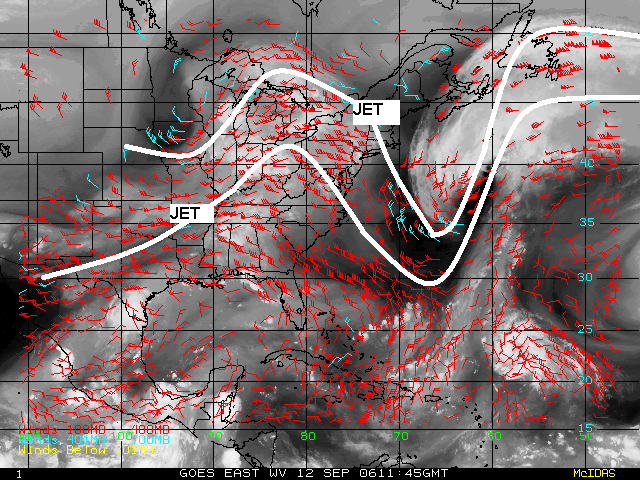
Análise dos ventos de grande altitude, através da imagem do vapor de água nas nuvens. Duas correntes de jato atravessam as zonas de vento mostrado pelas setas que plotam a direção do vento a vermelho.

Na Terra, a corrente polar norte é o fenómeno mais importante da aviação e previsões do tempo, visto ser significativamente mais forte e a uma altitude muito menor do que as correntes de jato subtropicais, abrangendo inclusive vários países do Hemisfério Norte. Entretanto, o fluxo do jato polar do sul, que circunda principalmente a Antártica e, por vezes a América do Sul, é o mais intenso jato polar, sendo portanto responsável por várias alterações climáticas que fazem desse continente a área mais fria e seca do globo terrestre, atingindo temperaturas abaixo dos -80º Celsius.

### Aviação

Vôos entre Tóquio e Los Angeles, Califórnia, fazendo uso da corrente de jato a leste e a rota do círculo máximo a oeste.

A zona das correntes de jato são de extrema importância para a aviação. O uso comercial das correntes de jato teve início a 18 de novembro de 1952, quando a Pan American World Airways circulava de Tóquio para Honolulu a uma altitude de 7 600 metros. O benefício adquirido através das correntes foi notado pela redução substancial do tempo de viagem em cerca de um terço, 18 para 11,5 horas. Não somente reduziu o tempo de voo necessário ao cumprimento de cada viagem, como também permitiu economizar combustível da indústria aérea. Na América do Norte, o tempo necessário para voar a leste através do continente pode ser restringido em 30 minutos, caso um avião possa voar favorecido pela corrente de jato, ou pelo contrário, aumentar mais do que o normal caso este se desloque contra o fluxo.
Associado às correntes de jato está um fenómeno conhecido por turbulência de ar claro (TAC), causado pelo gradiente de vento vertical e horizontal relacionado com as correntes de jato. A TAC é mais forte na banda de ar frio do jato, próximo ou logo abaixo do jato. A turbulência de ar claro pode provocar a queda da aeronave, pelo que apresenta um elevado risco à segurança dos passageiros, causando inclusive acidentes fatais como a morte de um passageiro na United Airlines Flight 826 (1997).

### Produção eólica a grande altitude
Cientistas têm investigado formas eficientes de aproveitar a energia do vento das correntes de jato para produção de energia eólica. De acordo com uma estimativa feita sobre a potencial energia eólica das correntes de jato, apenas 1 por cento bastaria para atender às necessidades atuais de energia de todo o mundo. A tecnologia necessária levaria entre 10 e 20 anos a ser desenvolvida. Existem dois importantes artigos científicos sobre o poder das correntes de jato. Archer & Caldeira afirma que as correntes de jato podem gerar um total de 1 700 TW, e que o impacto climático seria insignificante. No entanto, Miller, Gans, & Kleidon declara que as correntes de jato podem gerar uma potência total de apenas 7,5 TW e que o impacto climático seria catastrófico.

### Ataque aéreo desenergizado
Perto do fim da Segunda Guerra Mundial, os japoneses conceberam balões bomba, armas que se deslocavam a partir das correntes de jato, lançadas sobre o Oceano Pacífico para a costa oeste do Canadá e Estados Unidos. Eles foram praticamente ineficientes enquanto instrumentos de ataque, contudo foram empregues num dos poucos ataques à América do Norte durante a Segunda Grande Guerra, causando seis mortes e ligeiros danos materiais.

## Alterações climáticas

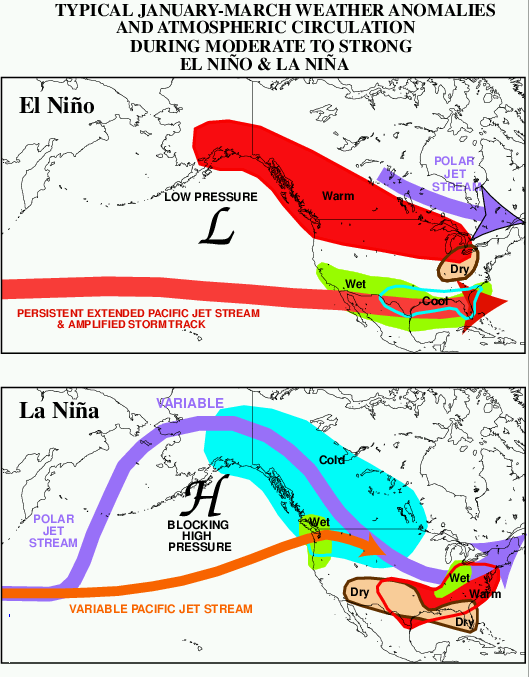
Impacto do El Niño e La Niña na América do Norte.

### Efeitos da OSEN
A Oscilação Sul-El Niño (OSEN) influencia a localização média das correntes de jato de nível superior e leva a variações cíclicas na precipitação e temperatura em toda a América do Norte, provocando o surgimento de ciclones tropicais em todo o leste do Pacífico e Atlântico. Combinado com a Oscilação Decadal do Pacífico (ODP), ambas podem provocar a estação fria e chuvosa na Europa. As mudanças da Oscilação Sul-El Niño contribui também para alterações na localização da corrente de jato sobre a América do Sul, afetando parcialmente a precipitação distribuída sobre o continente.

### El Niño
Originalmente, o termo El Niño foi usado para descrever a aparência anual de águas quentes ao longo da costa norte do Peru, alterando o regime dos ventos alísios. Este fenómeno tem sido documentado desde o começo do século XVI. A partir do final do século XIX os cientistas começaram a descrever flutuações de pressão de grande escala. No início do século XX, Sir Gilbert Walker e a sua equipa, ampliaram os estudos iniciais e estabeleceram que a flutuação de pressão em escala global (Oscilação do Sul - OS) está relacionada com anomalias de precipitação em muitas áreas dos trópicos (como por exemplo, Índia e América do Sul). Durante os fenómenos El Niño, é esperado um aumento da precipitação na Califórnia, devido à sua localização a sul, afetada pelo fluxo zonal e meridional, com tempestades severas. Durante o El Niño, as chuvas e trovoadas diminuem de intensidade ao longo do Pacífico equatorial ocidental, e aumenta sobre a zona oriental do Pacífico tropical.[carece de fontes?] Esta área de aumento de precipitação ocorre quando as águas excepcionalmente quentes do oceano atingem cerca de 28º C. Este padrão geral de precipitação abrange quase metade do globo, e é responsável por vários dos impactos climáticos globais. Verifica-se anomalias positivas de PNM (Pressão ao Nível do Mar) sobre o Pacífico tropical ocidental, Indonésia e Austrália, e anomalias negativas de PNM sobre o Pacífico leste tropical, nas latitudes altas e medias do Pacífico Norte e sobre os EUA. Os impactos climáticos são geralmente mais extensos durante o inverno no hemisfério norte. Anomalias de Precipitação, tão grandes quanto ± 8 mm / d (762 mm numa estação), resultam em mudanças no padrão de aquecimento tropical, e mudanças nas posições e intensidades das correntes de jato em latitudes médias e ondas planetárias.

### La Niña
La Niña é o fenômeno inverso, caracterizado por temperaturas anormalmente frias das águas superficiais na região equatorial do Oceano Pacífico e Oriental. Em toda a América do Norte, durante a La Niña, o aumento da precipitação é desviado para o Noroeste Pacífico, causado por uma trilha de tempestades mais ao norte e pelas correntes de jato. As tempestades deslocam-se em direção a norte, arrastando um ar mais húmido do que em condições normais (com aumento da queda de neve) para os estados do Centro-Oeste, bem como Verões quentes e secos. A queda de neve atinge efeitos acima do normal en todo o Noroeste do Pacífico e Oeste dos Grandes Lados da América. Do outro lado do Atlântico Norte, as correntes de jato são mais fortes do que o normal, originando sistemas mais intensos com maior precipitação em relação à Europa. Nos anos em que ocorre o fenómeno La Niña, a corrente de jato subtropical encontra-se um pouco menos intensa. Neste caso o aquecimento tropical anómalo não existe, o que pode levar a um menor gradiente de temperatura Norte-Sul e, portanto, jatos mais fracos. As circulações transversais durante este fenómeno mostraram-se menos intensas do que o esperado.

### Dust Bowl
Durante a década de 1939, evidências sugeriram que os jatos tiveram parcial influência sobre as condições de seca no Centro-Oeste dos Estados Unidos. Normalmente, as correntes de jato fluem para o leste ao longo do Golfo do México e volta para norte trazendo elevados índices de humidade responsável por chuvas sobre as Grandes Planícies. Durante o Dust Bowl, a corrente de jato enfraqueceu e mudou de rumo, viajando para sul mais do que o normal. Isto devastou as Grandes Planícies e outras áreas de precipitação no Centro-Oeste, causando condições de seca extraordinárias.

## Alterações climáticas a longo prazo
Desde 2007, e especialmente em 2012 e inícios de 2013, as correntes de jato têm ocorrido a latitudes anormalmente baixas em todo o Reino Unido, perto do Canal da Mancha, rondando os 50º N, ao invés da sua aproximação mais usual a norte da Escócia  de latitude 60º N. Porém, entre 1979 e 2001, verificou-se que a posição média da corrente de jato tem-se impulsionado em direção ao norte a uma velocidade média de 1,25 km a cada ano em todo o Hemisfério Norte. Na América do Norte esse tipo de mudança pode ocasionar condições mais secas em todo o nível sul dos Estados Unidos, originando consequentemente ciclones tropicais mais frequentes e intensos nos trópicos. Semelhante desvio em direção ao pólo foi encontrado quando se analisava os Jatos do Hemisfério Sul sobre o mesmo período de tempo.

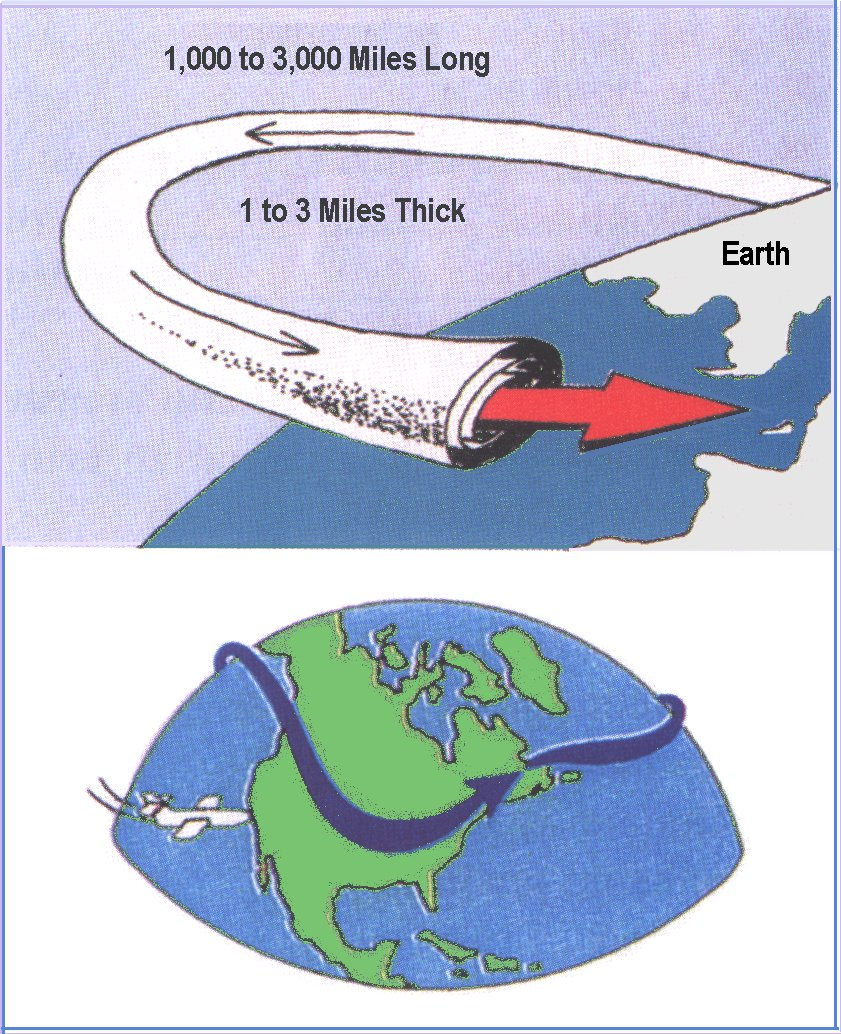
Fluxo das correntes de jato de oeste para leste, acima da troposfera.

## Outros jatos de nível superior
As correntes de jato das noites polares formam-se apenas durante os meses de inverno - noite polar - de cada ano, nos seus respectivos hemisférios, em torno de 60º de latitude, porém a uma maior altitude comparativamente aos jatos polares, a cerca de 24 000 metros. Durante os escuros meses de inverno, o alto ar sobre os pólos torna-se muito mais frio do que o ar sobre o equador. Esta diferença de temperatura gera mudanças na estratosfera, que, quando combinadas com o efeito Coriolis, cria as correntes de jato das noites polares, avançando para leste a uma altitude de cerca de 80 km. Dentro dos jatos das noites polares, formam-se os vórtices polares. O ar quente só se move ao longo da borda do vórtice polar, porém não avança para o seu interior. Dentro do vórtice, o ar frio polar arrefece mais ainda na ausência do ar quente a baixas latitudes e da energia solar durante a noite polar.

## Jatos de baixos níveis
Existem ventos máximos nos níveis inferiores da atmosfera que são também referidos como correntes de jato.

### Jatos de barreira
Os jatos de barreira nos níveis baixos formam-se apenas a montante de uma cordilheira, orientando assim a corrente de jato paralelamente às montanhas. A barreira montanhosa faz aumentar a força dos ventos baixos em cerca de 45 por cento. Nas Grandes Planícies da América do Norte, um jato meridional de baixo nível alimenta a atividade de intempéries durante a noite, na estação quente, normalmente sob a forma de sistemas convectivos de mesoescala ß que se formam no cair da noite - onde uma forte oscilação diurna do vento
é seguida por uma aceleração noturna. Semelhante fenómeno desenvolve-se em toda a Austrália, o qual arrasta a humidade em direção aos pólos a partir do Mar de Coral em direção às extremidades do eixo planetário, o qual se forma principalmente a sudoeste do continente.

### Jatos montanha-vale
Os efeitos topográficos podem influenciar de duas formas na formação dos jatos de baixos níveis. O aquecimento diurno em terrenos com inclinações produz ventos anabáticos e catabáticos. Estes fluxos resultam do rápido resfriamento do ar na montanha e o ar no vale ganha calor rapidamente durante o dia. Assim, o ar quente eleva-se encosta acima durante o dia, particularmente à tarde; enquanto que à noite, o ar frio desce encosta abaixo para o interior dos vales. A canalização e/ou bloqueio do escoamento pode aumentar a intensidade do fluxo numa região delimitada aumentando significativamente a velocidade do fluxo. A topografia de um vale de um rio pode criar um cenário propício ao escoamento quando o ar sofre um aquecimento diferencial devido às trocas de calor entre a atmosfera e a água, podendo forçar a convergência de fluxo ao longo de todo o vale. Estes ventos podem atingir um máximo de 20 m/s a uma altura entre 40 e 200 m acima do solo. Ventos de superfície abaixo dos jatos podem influenciar a vegetação, mas são contudo significativamente mais fracos.

### Jato Africano do Leste
O Jato Africano do Leste (AEW) ocorre durante a estação de maior aquecimento radiativo do Hemisfério Norte, entre 10°N e 20°N acima da África Ocidental, e a propagação nocturna em direção aos pólos em níveis baixos ocorre nas Grandes Planícies da África Oriental e do Sul. Considera-se que o baixo nível da corrente de jato africana do leste desempenha um papel crucial nas monções a sudeste da África, contribuindo inclusive para a formação das ondas tropicais que se movem através dos oceanos do Atlântico Tropical e Pacífico Oriental durante a estação quente. A formação das depressões térmicas ao longo do norte de África leva a que correntes de jato a oeste de baixo nível de desenvolvam de junho até outubro.